# Khuan Niang
Khuan Niang (em tailandês: ควนเนียง) é um distrito da província de Songkhla, no sul da Tailândia. É um dos 16 distritos que compõem a província. Sua população, de acordo com dados de 2012, era de 33 894 habitantes, e sua área territorial é de 208 km².